# San Lázaro (Paraguay)
Pour les articles homonymes, voir San Lázaro.
San Lázaro est une ville du Paraguay dans le département de Concepción.
Située à 660 km d'Asunción, elle a été fondée en décembre 1930 par le capitaine Lázaro Aranda.
Sa population était de 11 509 habitants en 2016.